# Morvay Lajos
Morvay Lajos, Morvai, (Kaposvár, 1935. március 23. – Győr, 1991. december 28.) asztaliteniszező, labdarúgó, csatár.

## Pályafutása

### Asztaliteniszezőként
Tizenkét évesen a Kaposvári MTE csapatában asztalitenisz kölyökbajnokságot nyert. Már 16 éves korában az asztalitenisz-válogatott tagja volt. 1956-ig a Kaposvári Vasas asztaliteniszezője volt. 1954-ben férfi párosban magyar bajnokságot nyert Antal Lajossal. 1956-ban Svájcba emigrált és ott megnyerte az egyéni országos bajnokságot. Ezt követően pingpong bemutatókat tartott a világbajnok Richard Bergmann-nal. 1958-ban hazatért.

### Labdarúgóként
1958 és 1964 között a Győri Vasas ETO-ban játszott. Az 1963-as őszi bajnokságban nyertes csapat tagja volt. 1965-ben a Debreceni VSC csapatában szerepelt. Labdarúgó pályafutását a Mosoni Vasas csapatában fejezte be.

## Sikerei, díjai

### Asztaliteniszezőként
- Magyar bajnok
  - férfi páros: 1954
- Svájci bajnok
  - egyéni 1957

### Labdarúgóként
- Magyar bajnokság
  - bajnok: 1963-ősz
- Magyar kupa (MNK)
  - döntős: 1964
- Bajnokcsapatok Európa-kupája (BEK)
  - elődöntős: 1964–65